# Mecklenburgische XVIII
In die Baureihe XVIII reihte die Großherzogliche Mecklenburgische Friedrich-Franz-Eisenbahn zwei von der Doberan-Heiligendammer Eisenbahn (D.H.E) übernommene Schmalspurlokomotiven ein.
Mit der Eröffnung der 6,6 km langen Bahnstrecke von Doberan nach Heiligendamm beschaffte die D.H.E. zwei Trambahnlokomotiven, vor allem für die längere Stadtdurchfahrt in Doberan. Die Lokomotiven erhielten die Betriebsnummern 1 und 2. Mit der 1890 erfolgten Verstaatlichung erhielten sie die Betriebsnummern 1001 und 1002. Da die Lokomotiven dem ansteigenden Verkehr nicht gewachsen waren, wurden sie von stärkeren Lokomotiven abgelöst. 1915 wurden beide Maschinen ausgemustert.

## Geschichte
Die erste Lokomotive wurde 1886 von Lenz & Co. beschafft. Es war eine Dampflokomotive der Kastenlokomotivbauart. 1887 kam eine Lokomotive hinzu, die einen größeren Kessel besaß und 10 PS stärker war.
Für die Ortsdurchfahrt in Bad Doberan waren die Lokomotiven mit einer Handglocke versehen, die vom Personal während der Ortsdurchfahrt betätigt werden musste. Ab 1910 wurden sie mit einer Dampfheizung und einem Dampfläutewerk ausgerüstet. Als der Verkehr nach den Anfangsjahren deutlich zunahm, wurden 1891 und 1898 die größeren Lokomotiven MFFE 1003 und 1004 beschafft und die Trambahnloks nur noch für untergeordnete Dienste verwendet. 1915 wurden sie ausgemustert.

## Konstruktive Details
Die Kastenlokomotiven besaßen einen außenliegenden Blechrahmen, in dem mittig der Wasserkasten angeordnet war. Die zwei Nassdampftriebwerke waren innenliegend, die schräg angeordneten Zylinder wirkten auf die hintere Kuppelachse. Beide Achsen waren mit einer Treibstange verbunden. Das gesamte Fahrwerk war verkleidet. Zur Abfederung waren über den Achslagern liegende Blattfedern eingebaut. Der Kessel war liegend angeordnet, er hatte eine Länge von 1290 mm, einen Durchmesser von 750 mm und bestand aus Blech mit einer Stärke von 12 mm. Das Feuerloch war seitlich rechts angeordnet. Dort hatte der Lokführer seinen Platz und bremste aufgrund der guten Sichtverhältnisse bei Vorwärts- und Rückwärtsfahrt die Lok mit einer Hand- sowie den Wagenzug mit der Heberleinbremse. Um die Belästigungen bei der Durchfahrt von Doberan gering zu halten und verbrauchten Dampf zur Kesselspeisung zurückzugewinnen, wurde der Abdampf durch einen Röhren-Abdampfkondensator auf dem Dach geleitet. Die Umsteuerung der Joy-Steuerung mit gekreuzten Exzenterstangen erfolgte mit einem Hebel. Dier Kohlevorrat, 160 kg Koks, war in Kiepen seitlich des Kessels gelagert.